# معرض لوحات الأساتذة القدامى
معرض لوحات الأساتذة القدامى هو متحف فني يقع في مدينة درسدن، ألمانيا ويضم حوالي 750 لوحة لكبار الفنانين الأوربيين.

## التاريخ
عندما أسس أغسطس، ناخب ساكسونيا، غرفة الفنون في درسدن عام 1560، كانت اللوحات تابعة لقطع هواة الجمع من العلوم والأعمال الفنية الأخرى والغرائب. ولم يبدأ أغسطس الثاني القوي وابنه فريدريك أغسطس الثاني في جمع اللوحات بشكل منهجي إلا في بداية القرن الثامن عشر. وعلى مدى فترة تقل عن 60 عامًا، قام هذان الناخبان المحبان للفن في ساكسونيا، واللذان كانا أيضًا ملكين لبولندا، بتوسيع المجموعات بشكل كبير. في عام 1745 تم شراء أفضل 100 قطعة من المجموعة التي تخص دوق مودينا (فرانشيسكو الثالث)، ووصلت إلى درسدن في العام التالي.